# Новобабичево
Новобабичево (баш. Ташбаш) — деревня в Кармаскалинском районе Республики Башкортостан Российской Федерации. Входит в состав Старобабичевского сельсовета.

## География

### Географическое положение
Расстояние до:
- районного центра (Кармаскалы): 23 км,
- центра сельсовета (Старобабичево): 1 км,
- ближайшей ж/д станции (Тюкунь): 13 км.

## Население
| 2002 | 2009 | 2010 |
| ---- | ---- | ---- |
| 183  | ↘168 | ↘163 |

Национальный состав
Согласно переписи 2002 года, преобладающая национальность — башкиры (100 %).